# 鲁汶
鲁汶（荷蘭語：Leuven，發音：[ˈløːvə(n)] ⓘ，發音：[luvɛ̃] ⓘ，發音：[ˈløːvn̩] ⓘ；又譯勒芬、盧萬），比利时弗拉芒大区弗拉芒布拉班特省城市，同时也是该省省会及最大城市，通行荷兰语，是弗拉芒社群的一部分，面积57.51平方千米，人口101,032人（2021年1月1日），是比利时第八大城市。
鲁汶历史上一直以低地国家最为古老的大学城而闻名，比利时规模最大的大学——荷兰语鲁汶天主教大学（KU Leuven）核心校区位于鲁汶。此外，鲁汶也是世界最大的啤酒酿造企业安海斯-布希英博的总部所在地。

## 歷史
魯汶於公元891年首次见于文字记载中，其拼写为“Loven”，拉丁文作“Lovanium”，該年東法蘭克國王阿努尔夫在此大敗維京軍隊（參見：魯汶戰役）。根據城市傳說，市旗的紅-白-紅相間之色即表現了這場戰役後在代勒河畔血染大地之景；这一色彩搭配与奥地利国旗不谋而合。
依托位于代勒河畔的地理位置以及鄰近布拉班特公爵根據地等方面的优势，魯汶在11世紀至14世紀是布拉班特公國重要的貿易中心，也曾是布拉班特公爵的主要驻地；鲁汶当地最古老的城墙始建于1156-1157年，并在之后数百年间得到了改建和维护。作為重要的纺织业中心，魯汶之名可見於本地出產的亞麻布，在14至15世紀的文獻中稱此亞麻布為lewyn（或Leuwyn, Levyne, Lewan (e), Lovanium, Louvain）。
15世紀，隨著魯汶大學於1425年的創立，鲁汶迎来了新的黃金時代。今日世界現存最古老的天主教大學，以及低地國家最大且最历史悠久的大學——荷兰语天主教鲁汶大学被视为旧鲁汶大學的直接继承者。在之后的几百年间，鲁汶成长为低地地区的一大文化与学术中心，尤以神学学术为主。托马斯·莫尔的《乌托邦》在鲁汶首次付梓；人文主义思想家伊拉斯谟、地图学家墨卡托、人体解剖学先驱安德烈亚斯·维萨留斯、神学家康内留斯·詹森、哲学家尤斯图斯·利普修斯等诸多知名学者都曾先后活跃于鲁汶。然而自15世纪晚期以来，低地地区频繁的政治和王朝斗争以及瘟疫、灾害等问题使得鲁汶的经济和产业发展不佳、人口流失；16世纪60年代以后，随着宗教改革带来的宗教和政治动荡，以及莱顿大学在北方尼德兰联省共和国的成立，鲁汶的文化和学术发展也受到了影响。
直到18世紀，隨著啤酒釀造业的興盛發展，魯汶的地位才重新变得重要起来。通往梅赫伦的运河于1764年开通，酿酒业取得了更大的发展。1797年，魯汶為法國所佔領，法國政府鎮壓並解散了大學及全市所有修道院等宗教相關機構，這些建築被拍賣、拆除或是再利用為公共機關、軍營、軍醫院與公共學校，直到1830年比利時脫離荷蘭獨立後才逐漸恢復原有功能。魯汶的中世紀社會結構自此消失，取代以共和的現代政府組織。比利时独立后，鲁汶作为学术中心的地位真正得以恢复，並開始都市化與工業化，城市规模也快速发展。鲁汶的人口在19世纪中翻了一番，达到约4万人，且在城市规划方面改变了几百年以来村镇式的面貌。
20世紀，兩次世界大戰對城市造成了嚴重破壞。第一次世界大战德軍占领期间，魯汶的市長、大學校長和所有的警察被射殺；市内有200至300余名平民丧生，大量建筑因蓄意纵火而损毁，大量财产、物资被掳掠。其中，大學圖書館於1914年8月25日受到德軍以汽油與燃劑焚毀，失去了數以十萬卷計的藏書與珍贵手稿，这一举动也引来了世界舆论谴责。第二次世界大戰中，鲁汶作为交通和战略要地又遭遇了重大创伤。
战后，鲁汶得以重建。20世纪60年代，比利时的弗拉芒、瓦隆两个族群之间的矛盾加剧。1968年，作为双语教育机构的鲁汶天主教大学分裂，荷兰语部分留在鲁汶，组成荷兰语鲁汶天主教大学；法语部分则搬至新鲁汶，建立了法语鲁汶天主教大学。1977年，在比利时市镇合并的趋势下，鲁汶旧历史中心周边的海弗莱、凯瑟尔洛等市镇并入了鲁汶市的管辖范围。1995年，随着旧布拉班特省的拆分，鲁汶成为了弗拉芒布拉班特省的省会。

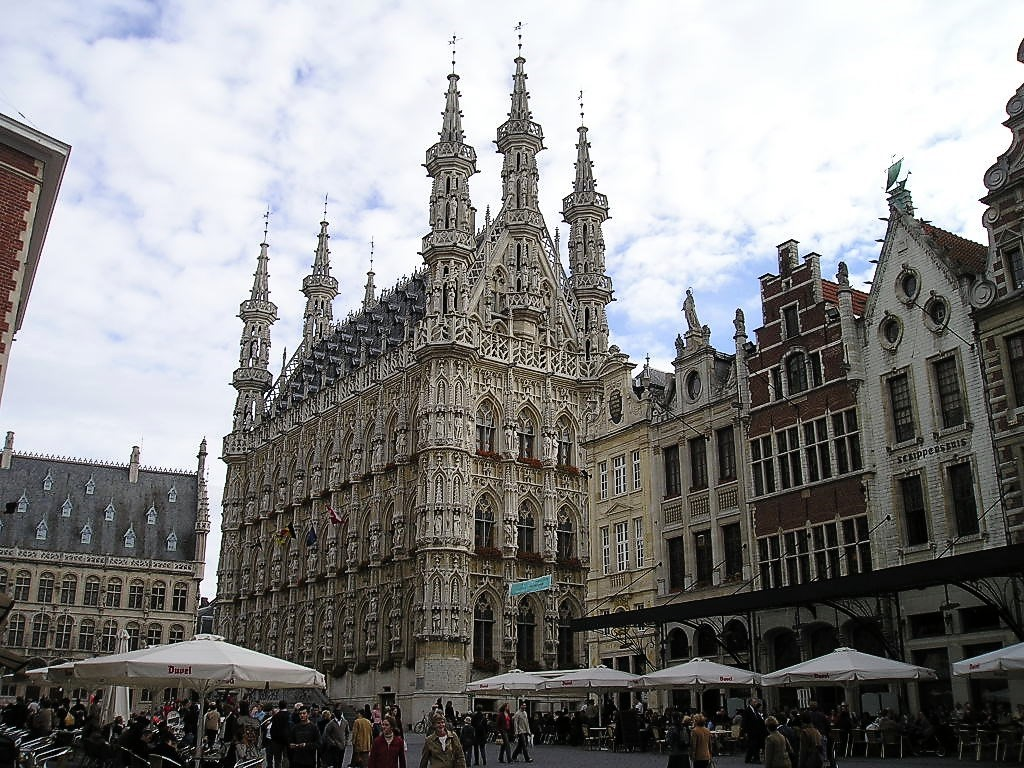
魯汶市景
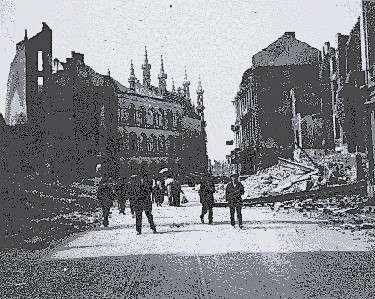
鲁汶1915年

## 经济
得益于诸多创新性学术研究机构的存在，鲁汶本地经济与学术研究活动相互促进。“欧洲最具创新能力的大学”之一荷兰语鲁汶天主教大学、世界领先的微电子研究中心imec（校际微电子中心）、位居欧洲前列的学术医院鲁汶大学医院（UZ Leuven）等研究机构带动了生物技术、先进制造、信息技术等产业的发展，许多高科技领域公司落户鲁汶，一些跨国公司在鲁汶也设有分部，多以研究型为导向。
鲁汶是世界最大的啤酒酿造企业安海斯-布希英博（AB InBev）的总部所在地。时至今日，百威英博旗下的鲁汶本地啤酒品牌時代啤酒（Stella Artois）行销于许多国家。其酒廠以及辦公室幾乎佔了本市東北部介於魯汶火車站與運河間所有的土地。欧洲的一大金融保险集团KBC（比利时联合银行）集团合并前的前身之一——鲁汶大众银行（Volksbank van Leuven）起源于鲁汶；至今，KBC集团在鲁汶仍设有其保险和汽车租赁行业的总部。除此之外，大量的私人服务业企业也活跃于医疗、金融和法律领域。

## 人口
鲁汶的人口为102,236（2022年1月1日），其中约20%为外国国籍。

### 学生人口
作为荷兰语鲁汶天主教大学核心校区的所在地，鲁汶居住着大量的学生人口，截止2021年6月，学生总数为62,962，其中大部分在鲁汶校区，有约20%为国际学生。

## 交通
鲁汶市内交通便利，且适于徒步和自行车出行。市内公交线路主要由弗拉芒德莱恩（De Lijn）交通公司承运，且开通有连接周边市镇的公交线路。
鲁汶主要的火车站为鲁汶车站，比利时国铁公司的35（鲁汶 - 阿尔斯霍特 - 哈瑟尔特）、36（布鲁塞尔 - 列日）、36N（斯哈尔贝克 - 鲁汶）、53和139（鲁汶 - 奥蒂尼）号铁路途径鲁汶或以其为起始点。
距离鲁汶最近的机场为布鲁塞尔机场，可通过公交或铁路前往。

## 文化
魯汶号称擁有比利時最興旺的啤酒和酒吧文化。除了擁有號稱比利時「最長的酒吧街」的鲁汶老市集广场（Oude Markt）之外，在市中心廣場週邊街巷間更擠滿了近百間酒吧。
今日魯汶已經成了名副其實的「學生之城」，在每学期开学后中市中心大多數的市民为學生。
鲁汶举办大量的文化活动，为青年人和学生相关的活动也十分繁多。

## 体育
鲁汶曾被评选为2021年欧洲体育之都；鲁汶在这一年是2021年世界公路自行车锦标赛的承办地之一。
鲁汶本地的足球俱乐部旧海弗莱鲁汶（Oud-Heverlee Leuven, OHL）参加比利时足球甲级联赛。

## 教育
比利时规模最大的大学荷兰语鲁汶天主教大学（KU Leuven）的核心校区位于鲁汶。除鲁汶天主教大学外，鲁汶还有若干所高等学校，如鲁汶-林堡大学学院（UCLL）、Lemmens音乐学院等。

## 建筑
鲁汶保留了部分自15世纪以来的古建筑，尤以市政建筑、教堂、修道院及旧鲁汶大学的学院建筑为特色。

### 市政建筑、大学建筑及名胜
- 鲁汶市政厅，位於市中心，始建於1439至1463年間，由建筑师Sulpitius van Vorst、Jan II Keldermans和Matheus de Layens先后主持建设，属布拉班特後期哥特式风格。外墙繁复精美的人物雕像增添于19世纪，均为鲁汶本地历史名人，共计236尊。

- 阿伦贝格城堡，始建于16世纪，初始为文艺复兴式风格；19世纪进行翻修，具备新哥特式风格。1916年时由阿伦贝格公爵捐赠予鲁汶大学，现为荷兰语鲁汶天主教大学工学学院主楼，周围有绿地及公园。

- 老市集广场（Oude Markt），位于市中心，

- 大学图书馆，位于拉德斯蒙席广场（Ladeuzeplein）东南侧。舊圖書館焚毀於第一次世界大戰後，在美国总统赫伯特·胡佛主導的援助計畫下，新圖書館建於1921-1929年，由美國建築師惠特尼·沃伦（英语：Whitney Warren）設計。配有一座鐘塔，设有一组钟琴，含钟63件，是比利时规模最大的钟琴组之一。現用作魯汶大學中央圖書館。為了紀念胡佛在任期间的援助，大學圖書館西南側的廣場以他的名字命名為“赫伯特·胡佛广场”。

- 大学大厅（英语：University Hall (Leuven)），曾为鲁汶的布匹大厅（英语：Cloth Hall），在旧鲁汶大学建立后始作为教学场所和大学图书馆。1914年在第一次世界大战中严重受损，后得以重建。现为荷兰语鲁汶天主教大学行政中心所在，并设有礼堂等。

- 智慧之泉（荷兰语：Fonske）（Fons Sapientiae, Fonske）雕塑，人形雕像噴泉，位於市中心聖伯多祿教堂东侧的德索莫尔校长广场（Rector De Somerplein），立于1975年鲁汶大学建校550周年之际。人像一手執書閱讀，另一手執杯倒向頭腦中，象徵著魯汶大學學生吸收知識如活水；今日學生則常戏谑地解讀為大學生活的兩面：讀書與喝啤酒。如同布魯塞爾的小于连，偶尔會有民眾依照重大時事與時節為他穿上各種服装。

- 魯汶百草园（Hortus Botanicus Lovaniensis, Kruidtuin），或称鲁汶植物园。始建于1738年，初始仅作为药草园，种植药用植物以供研究和教学，据说是欧洲大陆第一座以研究为目的的植物园。设有温室，占地面积2.2公顷，供游客免费参观。

- 圣多纳图公园（英语：Sint-Donatuspark），或称鲁汶城市公园。公园中心有鲁汶第一道旧城墙塔楼的遗址。

- 凯撒山（Keizersberg），或译帝王山，位於魯汶市北部的高地，可俯瞰整個魯汶市，曾建有布拉班特公爵家族的城堡，建於12世紀而於17世紀拆除。今日此地建有新羅馬式的隱修院——凯撒山修道院（英语：Abdij Keizersberg），山坡上仍殘留有舊城堡的要塞城垛遺跡。

### 宗教建筑
- 聖伯多祿教堂（Sint-Pieterskerk），城市中心的主要教堂，西侧立面鐘樓原設計达170公尺高，但因魯汶地質無法支撐而僅建了50公尺；於1999年被聯合國教科文組織列入世界遺產“比利時和法国的钟楼”之一。教堂內部掛有迪里克·鲍茨所繪的三联祭坛画《最後的晚餐》，以及幾幅17世紀與18世紀的繪畫，還有布拉班特公爵亨利一世的墓。

- 聖弥额尔教堂（Sint-Michielskerk），位於那慕尔街北段，建於1650-1666年，建築為典型的耶穌會巴洛克式。

- 聖昆廷教堂（英语：Sint-Kwintenskerk），位於那慕尔街南段，以十三世紀時的羅馬式教堂為基礎擴建而成。

- 聖安多尼小堂（Sint-Antoniuskapel），位于即今達米盎神父廣場（Pater Damiaanplein）。內有達米盎神父的墓，這位天主教神父在夏威夷莫洛凱島上护理被放逐的痲瘋病人並埋骨於此，直到1936年被遷葬回他的家鄉比利時。

- 大贝居安会院（Groot Begijnhof），位於魯汶市南方河畔低地，為典型的貝居安會院建筑之一，於1998年被聯合國教科文組織列入世界遺產“佛蘭德的貝居安會院”之一。今日為魯汶大學校產，用作研究生宿舍、訪問學者宿舍以及學校俱樂部。

- 小贝居安会院（Klein Begijnhof）

- 聖格特鲁德教堂（Sint-Geertruikerk）

- 帕克修道院（英语：Park Abbey）（Abdij van Park）。现也设有宗教文化遗产相关的博物馆。

- 弗利尔贝克隐修院（英语：Vlierbeek Abbey）（Abdij van Vlierbeek）

### 学院建筑
- 大學學院（Universiteitscolleges）

- 教宗学院（Pauscollege）由教宗哈德良六世得名

- 阿拉斯学院（Atrechtcollege）

- 三语言学院（Collegium Trilingue）

- 圣灵学院（Heilige Geestcollege）

- 范·达勒学院（Van Dalecollege）以咏礼司铎彼得·范·达勒的名字命名

- 玛丽亚-特蕾西亚学院（Maria-Theresiacollege）以奥地利女大公玛丽亚·特蕾西亚的名字命名

- 大礼堂（grote aula）

- 小礼堂（klein aula）

- 高丘学院（Hogenheuvelcollege）

- 德·法尔克学院（College De Valk）

- 阿伦堡校区图书馆（Campusbibliotheek Arenberg）

- 彼得·德·索默尔礼堂（Aula Pieter De Somer）以比利时物理学家彼得·德·索默尔的名字命名

- 尤斯图斯·利普修斯学院（Justus Lipsius College）以哲学家尤斯图斯·利普修斯的名字命名

- 圣母无玷始胎美国学院（英语：American College of the Immaculate Conception）

### 广场
- 大廣場（Grote Markt）

- 福煦元帅广场（Maarschalk Fochplein）

- 烈士广场（Martelarenplein）。和平纪念碑（Vredesmonument）位于烈士广场上，纪念第一次世界大战中被德军杀害的抵抗人士，于1925年树立。

- 赫伯特·胡佛广场（Herbert Hooverplein）

### 博物馆
- 鲁汶M博物馆（Museum M），由建筑师斯特凡纳·贝尔（Stéphane Beel）设计

- 国家童子军博物馆（National Scouts Museum）

### 火车站
- 魯汶車站（station）

## 姊妹城市和友好城市
姊妹城市：
- 荷蘭斯海尔托亨博斯
- 波蘭克拉科夫
- 德国吕登沙伊德
- 法國雷恩
- 比利时奥蒂尼-新鲁汶
- 中華民國台南

友好城市：
- 印度新德里
- 南非斯泰伦博斯
- 中国无锡
- 西班牙奥卡尼亚

除以上城市之外，鲁汶还自1989年与  羅馬尼亞锡比乌县克里斯蒂安鄉有友好扶助协议，称“收养村”。

## 魯汶名人
魯汶出生
- 12至13世紀絕大多數的布拉班特公爵。
- 布拉班特的玛丽（Maria of Brabant），法國皇后（1256-1321）
- 马丁·马吉拉（Martin Margiela），時尚設計師（b. 1957）
- 康坦·马赛斯（Quentin Matsys），畫家（1466-1530）
- 彼得·范德阿（Petrus van der Aa），法律學者（1530-1594）
- 阿德里安·范·羅門，數學家（1561-1615）
- 夏尔-奥古斯特·德·贝里奥（Charles de Bériot），小提琴手（1802-1870）
- 欧仁·普雷维奈尔（Eugène Prévinaire），（1805-1877），比利時國家銀行第二主管。
- 洛朗-纪尧姆·德科宁克（Laurent-Guillaume de Koninck），古生物學家與化學家（1809-1887）
- 让·斯塔斯（Jean Stas），分析化學家（1813-1891）
- 阿图尔·德·赫里夫，鋼琴師與作曲家（1862-1940）
- 克里斯汀·德·迪夫，細胞生物學家與生化學家, 1974年諾貝爾生理學或醫學獎得主（b. 1917）
- 阿图尔·贝克曼斯（Arthur Berckmans），漫畫家（b. 1929）
- 马克·伊斯更斯（Mark Eyskens），政治家，曾任比利時首相（b. 1933）
- 路易斯·托巴克（Louis Tobback），政治人物（b. 1938）
- 埃米尔·皮特曼斯（Emiel Puttemans），中長程跑者（b. 1947）
- 彼得·范兰克尔（Peter Van Lancker），船舶設計師（b. 1952）
- 亚克·派彭（Jaak Pijpen），媒體界名人（b. 1952）
- 弗兰克·范登布洛克（Frank Vandenbroucke），政治家（b. 1955）
- 基姆·赫法尔特（Kim Gevaert），短跑运动员，2008年奥运会女子4×100米接力冠军
- 德賴斯·梅滕斯（Dries Mertens），足球运动员（b.1987）
- 爱丽丝·梅尔滕斯（Elise Mertens），网球运动员（b.1995），WTA女子双打最高排名世界第一

曾居住於魯汶
- 迪里克·鲍茨，畫家（c. 1410/20-1475）
- 马特乌斯·德莱恩斯（Matheus de Layens），建築師（d.1483）
- 伊拉斯谟，人文主義者與神學家（1466-1536）
- 尤斯塔斯·沙皮（Eustace Chapuys），英格蘭大使（1489-1556）
- 米歇尔·巴尤斯（Michel Baius），神學家（1513-1589）
- 尤斯图斯·利普修斯（Justus Lipsius），哲學家與人文主義者（1547-1606）
- 康内留斯·詹森，楊森主義之祖（1585-1638）
- 迈克尔·奥克利里（Mícheál Ó Cléirigh），愛爾蘭編年史家（1590-1643）
- 菲利普·费尔海恩（Philip Verheyen），外科醫師，曾任魯汶大學校長（1648-1711）
- 让·巴蒂斯特·阿伯洛斯（Jean Baptiste Abbeloos），東方學家，曾任魯汶大學校長（1836-1906）
- 让-巴蒂斯特·让森斯（Jean-Baptiste Janssens），哲學教授，曾任魯汶大學校長以及耶穌會總會長（1889-1964）
- 康拉德·埃尔斯特（Koenraad Elst）
- 扬·范德罗斯特（Jan Van der Roost），作曲家（b. 1956）
- 安德烈亚斯·维萨留斯，解剖學家，政治家（1514-1564）
- 阿卜杜勒·卡迪尔·汗，核物理学家、礦冶工程師（1935-*）
- 罗恩·路易斯（Ron Lewis），棒球選手（b. 1984）